# Cas de l'illa Palmas
El cas de l'illa Palmas va ser un conflicte de sobirania territorial entre els Països Baixos i els Estats Units resolta per la Cort Permanent d'Arbitratge en 1928.
L'illa de les Palmes, illa Palmes o illa Miangas (en idioma indonesi Pulau Miangas) va ser declarada part de les Índies Orientals Neerlandeses per la Cort, i ara formen part d'Indonèsia.
A partir de l'octubre de 1526 amb l'arribada de García de Loaysa, mariner i explorador espanyol, l'illa pasa sota control espanyol. El 1898, amb el Tractat de París finalitzant la guerra hispno-estatunidenca, es va transferir el control del territori de les Filipines als Estats Units. Amb el territori de les Filipines, Estats Units van reivindicar la sobirania sobre l'illa Miangas.
El 23 de gener de 1925, Països Baixos i Estats Units van portar el cas a la Cort Permanent d'Arbitratge de la Haia. El 4 d'abril de 1928, el jutge suís Max Huber va dictaminar que l'illa "forma una part integral del territori dels Països Baixos".
Després de la seva independència, Indonèsia va rebre el territori.
L'assumpte és un dels casos més influents en matèria de territoris disputats. També serveix de font influent en l'anàlisi de la doctrina de intertemporalitat en dret internacional públic també coneguda com a tempus regit actum.